# Pulujova lampa

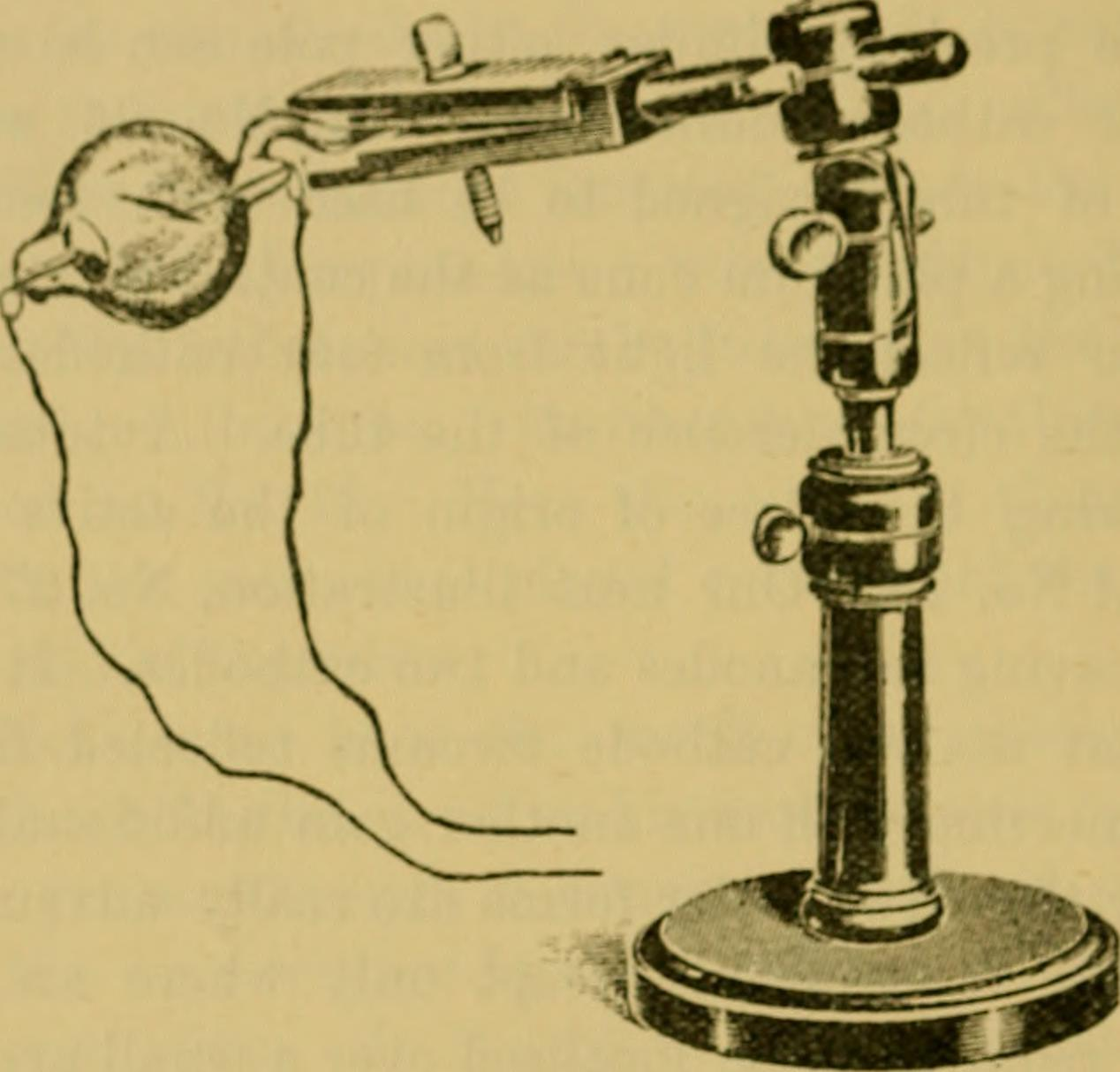

Pulujovu lampu sestrojil Ivan Puluj, ukrajinský vynálezce a vlastenec, který se v průběhu svého života zajímal o elektrotechniku. V rámci jedné z jeho prací vytvořil tzv. Pulujovu lampu, která kromě viditelného záření produkovala také rentgenové záření (tehdy nazývané „paprsky X“). Tento vynález byl předveden v roce 1895.

## Princip
Funkce spočívá ve dvou elektrodách umístěných ve vakuové trubici. Mezi těmito elektrodami je úhlopříčně umístěna antikatoda, ta není vodivě spojená s anodou. Při připojení trubice ke stejnosměrnému proudu katody vypouštějí elektrony, tzv. katodové záření. Elektrony, které dopadnou na antikatodu (antikatoda je pokryta scilitační látkou) změní svou kinetickou energii na energii zářivou. Při tomto procesu vzniká i záření mimo viditelné spektrum, to se označuje jako brzdné záření, které vzniká při dopadu elektronů na atomy pevné látky. Vzniká také tzv. charakteristické záření, která má spojité spektrum a vlnová délka závisí na protonovém čísle materiálu (protonovém čísle) antikatody.  Pulujova lampa byla lepším zdrojem rentgenového záření, než měl v roce 1895 Wilhelm Röntgen.

## Spor s Wilhelmem Röntgenem
8. listopadu 1895 začal Röntgen pokusy se zářením a 28. prosince napsal předběžnou zprávu „O novém druhu paprsků“. Poslal ji do žurnálu Würzburské lékařské společnosti. Toto byla první oficiální a veřejně známá kategorizace rentgenového záření. Röntgen ho označoval paprsky X.
Z tohoto důvodu se do dnešních dní vědci přou, kdo je vynálezcem rentgenu.
Ivan Puluj svou práci publikoval v roce 1896, ale podle zdrojů se touto problematikou zabýval již několik let, avšak neoficiálně.